# Olorus
Olorus là một chi bọ cánh cứng trong họ Chrysomelidae.
Chi này được miêu tả khoa học năm 1874 bởi Chapuis.

## Các loài
Chi này gồm các loài:
- Olorus dentipes Tan, 1984